# 小川誠一
小川 誠一（おがわ せいいち、1970年7月21日 - ）は、千葉県千葉市出身の元サッカー選手、サッカー指導者

## 経歴
船橋市立船橋高等学校ではインターハイ2連覇、高校選手権でも準優勝を経験した。高校1年生からレギュラーで出場した。野口幸司が同期にあたる。市船の売りである「鉄壁のディフェンス」は、小川が2年生のときは完成しており、高校2年生のときは新井二朗（日立、フジタなど）とディフェンスラインを組んだ高校総体インターハイ（北海道開催）では、初出場初優勝を飾った。
高校卒業後、1989年にトヨタ自動車に加入し、コニカカップ優勝などに貢献。トヨタ時代の選手登録はフォワードであったが、左サイドバックとして期待された。機を見た攻撃参加と精度の高いクロスで活躍した。名古屋在籍中に第75回（1995年度）第79回（1999年度）で2回の天皇杯優勝を経験しているが、2つの決勝では共に左サイドバックの先発で出場した。引退後は指導者となり、2010年から2011年まで名古屋U-18監督。2021年から2022年までWYVERNの監督を務めた。

## 所属クラブ
- 千葉市立宮野木小学校
- 千葉市立緑が丘中学校
- 1986年-1988年 船橋市立船橋高等学校
- 1989年-2000年 トヨタ自動車/名古屋グランパスエイト

## 個人成績
| 国内大会個人成績 | 国内大会個人成績 | 国内大会個人成績 | 国内大会個人成績 | 国内大会個人成績 | 国内大会個人成績 | 国内大会個人成績 | 国内大会個人成績  | 国内大会個人成績 | 国内大会個人成績 | 国内大会個人成績 | 国内大会個人成績 |
| 年度             | クラブ           | 背番号           | リーグ           | リーグ戦         | リーグ戦         | リーグ杯         | リーグ杯          | オープン杯       | オープン杯       | 期間通算         | 期間通算         |
| 年度             | クラブ           | 背番号           | リーグ           | 出場             | 得点             | 出場             | 得点              | 出場             | 得点             | 出場             | 得点             |
| 日本             | 日本             | 日本             | 日本             | リーグ戦         | リーグ戦         | JSL杯/ナビスコ杯 | JSL杯/ナビスコ杯  | 天皇杯           | 天皇杯           | 期間通算         | 期間通算         |
| ---------------- | ---------------- | ---------------- | ---------------- | ---------------- | ---------------- | ---------------- | ----------------- | ---------------- | ---------------- | ---------------- | ---------------- |
| 1989-90          | トヨタ           |                  | JSL2部           | 21               | 0                | 3                | 0                 | -                | -                | 24               | 0                |
| 1990-91          | トヨタ           | 20               | JSL1部           | 9                | 0                | 2                | 0                 |                  |                  |                  |                  |
| 1991-92          | トヨタ           | 20               | JSL1部           | 17               | 1                | 0                | 0                 |                  |                  |                  |                  |
| 1992             | 名古屋           | -                | J                | -                | -                | 10               | 0                 | 1                | 0                | 11               | 0                |
| 1993             | 名古屋           | -                | J                | 32               | 1                | 5                | 0                 | 3                | 0                | 40               | 1                |
| 1994             | 名古屋           | -                | J                | 24               | 0                | 0                | 0                 | 2                | 0                | 26               | 0                |
| 1995             | 名古屋           | -                | J                | 33               | 0                | -                | -                 | 5                | 0                | 38               | 0                |
| 1996             | 名古屋           | -                | J                | 26               | 0                | 10               | 0                 | 0                | 0                | 36               | 0                |
| 1997             | 名古屋           | 2                | J                | 27               | 1                | 7                | 0                 | 0                | 0                | 34               | 1                |
| 1998             | 名古屋           | 2                | J                | 0                | 0                | 0                | 0                 | 0                | 0                | 0                | 0                |
| 1999             | 名古屋           | 2                | J1               | 11               | 1                | 1                | 0                 | 5                | 0                | 17               | 1                |
| 2000             | 名古屋           | 2                | J1               | 17               | 0                | 0                | 0                 | 0                | 0                | 17               | 0                |
| 通算             | 日本             | 日本             | J1               | 170              | 3                | 33               | 0                 | 16               | 0                | 219              | 3                |
| 通算             | 日本             | 日本             | JSL1部           | 26               | 1                | 2                | 0\|\|\|\|\|\|\|\| |                  |                  |                  |                  |
| 通算             | 日本             | 日本             | JSL2部           | 21               | 0                | 3                | 0                 | -                | -                | 24               | 0                |
| 総通算           | 総通算           | 総通算           | 総通算           | 217              | 4                | 38               | 0\|\|\|\|\|\|\|\| |                  |                  |                  |                  |

その他の公式戦
- 1990年
  - コニカカップ 3試合0得点
- 1991年
  - コニカカップ 6試合1得点
- 1992年
  - ゼロックス・チャンピオンズ・カップ 2試合0得点
- 1996年
  - XEROX SUPER CUP 1試合0得点
- 2000年
  - XEROX SUPER CUP 1試合0得点

## 経歴
- Jリーグ初出場：1993年5月16日 対鹿島アントラーズ戦（カシマ）
- Jリーグ初得点：1993年8月19日 対ヴェルディ川崎戦（国立）
- JSL（1部）初出場：1990年10月28日 対全日空戦（トヨタ自動車東富士球技場）
- JSL（1部）初得点：1992年2月23日 対マツダ戦（維新百年公園陸上競技場）
- JSL（2部）初出場：1989年8月13日 対帝人戦（東予運動公園球技場）

## 指導歴
- 2001年 - 2011年 名古屋グランパス
  - 2001年2〜3月 育成普及コーチ
  - 2001年4月 - 12月 U14監督
  - 2002年 U15監督
  - 2003年 - 2005年 U18コーチ
  - 2006年 グランパス三好FC  U12監督
  - 2007年 グランパス三好FC  U13監督
  - 2008年 グランパス三好FC  U14監督
  - 2009年 グランパス三好FC  U15監督
  - 2010〜2011年 U18監督
- 2012〜2014年 東海スポーツ
- 2015〜2020年 ドルフィンFC
- 2021年1月 - 8月 WYVERNコーチ兼U22監督
- 2021年9月 - 2022年 WYVERN トップチーム監督